# 须弥参属
须弥参属（学名：Himalacodon）为桔梗科的一个属。

## 下属物种
本属包括以下物种：
- 须弥参 Himalacodon dicentrifolius (C.B.Clarke) D.Y.Hong & Qiang Wang